# جيمس ماتيس
جيمس ماتيس (بالإنجليزية: James Mattis) جنرال أمريكي متقاعد ووزير الدفاع الأمريكي السابق، عمل في قوات مشاة بحرية الولايات المتحدة، وتدرج في المناصب حتى تقاعد عام 2013 برتبة جنرال (4 نجوم). تولى رئاسة القيادة المركزية الأمريكية من 2010، وحتى 2013. كما عمل قائدًا أعلى لحلف الناتو من 2007 وحتى 2009. يُعتبر ماتيس أحد أعلام حرب العراق؛ حيث قاد معركة مدينة الفلوجة عام 2004، وقاد الفرقة الأولى لقوات مشاة البحرية في حرب العراق. كما شارك كذلك في حرب أفغانستان، وقاد الفوج السابع من قوات مشاة البحرية. اختاره الرئيس الأمريكي دونالد ترامب في ديسمبر 2016 ليشغل منصب وزير الدفاع الأمريكي في إدارته وتولى مهام منصبه رسمياً في العشرين من شهر يناير 2017، بعد إقرار مجلس الشيوخ الأمريكي باستثناء خاص له من شرط ممارسة العسكري للحياة المدنية لمدة 7 سنوات قبل توليه منصب وزير الدفاع.
في 20 ديسمبر 2018، قدم ماتيس استقالته من منصب وزير الدفاع، وأصبحت الاستقالة سارية المفعول بنهاية فبراير 2019. وأتت الاستقالة بعد قرار الرئيس دونالد ترامب سحب القوات الأمريكية من سوريا.

## روابط خارجية
- جيمس ماتيس على موقع الموسوعة البريطانية (الإنجليزية)
- جيمس ماتيس على موقع مونزينجر (الألمانية)
- جيمس ماتيس على موقع إن إن دي بي (الإنجليزية)